# Bofors station
Bofors station är en järnvägsstation i Karlskoga som öppnades 1874 på järnvägslinjen Nora–Karlskoga Järnväg. 

## Historik
Stationen öppnades 1 januari 1874 när Nora–Karlskoga Järnväg öppnades mellan Nora och Strömtorp (som då benämndes Karlskoga). Viss godstrafik hade dock förekommit sedan 1872. Persontrafiken lades ned 22 maj 1966. Godstrafiken mellan Gyttorp och Bofors lades ned de facto 1986, formellt 1989. I dag (2020) har stationen sporadisk godstrafik i riktning Strömtorp. 
På området finns en stationsbyggnad från 1874 och en senare från 1908, ett godsmagasin på området revs 2013.
Kung Gustaf V besökte Bofors flera gånger, och vid stationen kunde kungens vagn ses. Den bevakades då av militärvakt.